# Campanula pinatzii
Campanula pinatzii är en klockväxtart som beskrevs av Werner Rodolfo Greuter och Demetrius Phitos. Campanula pinatzii ingår i släktet blåklockor, och familjen klockväxter. Inga underarter finns listade i Catalogue of Life.